# ماوکا
ماوکا (اوکراینی: Мавка) یک شخصیت محبوب اوکراینی، یک روح افسانه‌ای جنگلی است که به خاطر مهربانی، زیبایی و قدرت‌های جادویی‌اش معروف است. او اغلب به عنوان یک زن جوان با موهای بلند و مجعد و لباسی سبز نشان داده می‌شود که توسط طبیعت و حیوانات احاطه شده است.
در فولکلور اوکراینی، ماوکا به عنوان نگهبان جنگل گفته می‌شود که مسئول محافظت از درختان، حیوانات و نهرها در برابر آسیب است. او اغلب با فصل بهار مرتبط است، زمانی که جنگل دوباره متولد می‌شود.
ماوکا همچنین به نماد فرهنگی اوکراین تبدیل شده است که نشان دهنده زیبایی طبیعی این کشور و اهمیت حفظ محیط زیست است. او در اشکال مختلف هنر، ادبیات و موسیقی از جمله نقاشی، آهنگ و فیلم حضور داشته است.
در سال‌های اخیر، ماوکا به‌ویژه از طریق انیمیشن ماوکا: سرود جنگل ۲۰۲۳ که با همکاری هنرمندان و موسیقی‌دانان اوکراینی ساخته شده است، شهرت بین‌المللی به دست آورده است. این سریال به خاطر انیمیشن خیره کننده و داستان‌سرایی قدرتمندش، کاوش در مضامین محیط زیست‌گرایی، اجتماع، و خودیابی مورد تحسین قرار گرفته است.